# Cornelia Middelkoop-Koning
Cornelia (Cor) Middelkoop-Koning (Echt, 30 juni 1927 – Den Haag, 3 april 2023) is een voormalig Nederlands maatschappelijk werker. Haar berichtgeving over de hongersnood in Biafra leidde tot een hulpactie vanuit Nederland.

## Familie en opleiding
Cornelia Koning werd in 1927 geboren in een protestants gezin. Haar vader, Dirk Koning (1896 – 1943) was directeur van een dakpannenfabriek, haar moeder, Elisabeth Hoogenkamp (1892–1975) tot haar huwelijk onderwijzeres, was actief in de verzetsgroep 'Trouw' in Echt. Het echtpaar had vijf kinderen. Door het ontbreken van protestants onderwijs in haar woonplaats Echt volgde Koning het grootste deel van haar lager en middelbaar onderwijs bij de zusters Ursulinen in Echt. Hierna bezocht ze de Christelijke meisjesschool voor Voortgezet onderwijs Van Limburg Stirum met internaat te Arnhem waar ze in 1944 eindexamen deed. In december 1944 werd het gezin Koning samen met duizenden anderen op bevel van de Duitse bezetter vanuit Limburg geëvacueerd naar Friesland en Groningen. In deze laatste provincie studeerde ze - na een opleiding voor huishoudkundige in Roermond - Maatschappelijk werk en werkte ze bij een opbouworgaan. Op 1 april 1954 trouwde Cornelia Koning met Herman J. Middelkoop, (1923–1998), arts en enig zoon van het zendingsechtpaar Pieter Middelkoop (1895–1973) en Henriette Clasina Middelkoop-de Zwart (1896–1983).

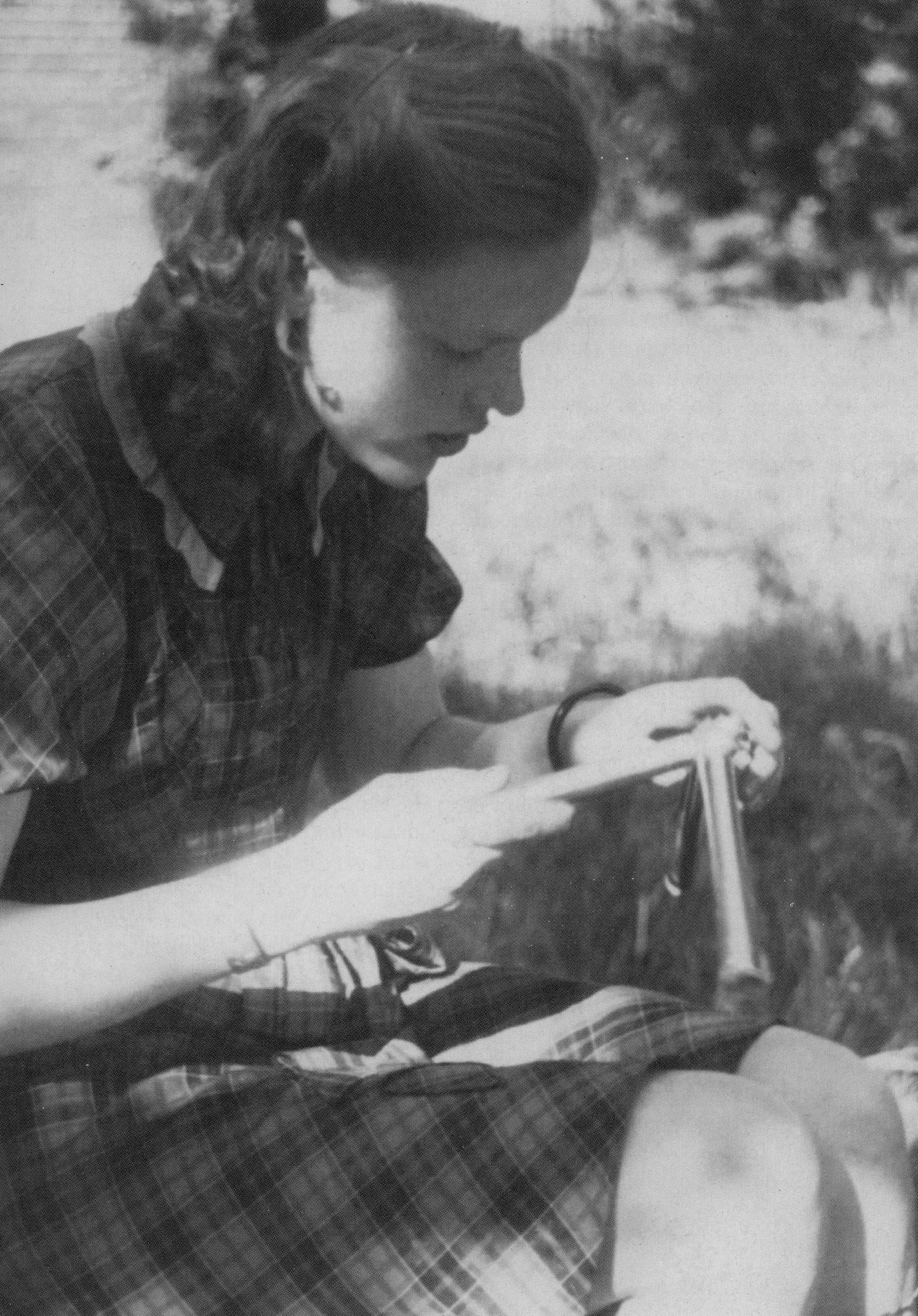
Cornelia Koning als jonge vrouw

## Uitzending Nigeria
Nadat Herman Middelkoop van 1954 tot 1960 als arts verbonden was aan het regeringsziekenhuis op Timor en Cornelia Middelkoop-Koning daar gasten opving - vanwege het ontbreken van hotels, en onbezoldigd omdat ze niet geacht werd haar vak uit te oefenen- van de zending, de rijksoverheid en internationale hulporganisaties werd het gezin in 1962 door de Nederlandse Hervormde Kerk uitgezonden naar Nigeria. Het kergenootschap zocht, na de onafhankelijkheid van Indonesië, nieuw zendingsgebied en vroeg Herman Middelkoop in Afrika te gaan werken. Hij koos voor het relatief rustige Nigeria. De arts Sam Imoke, later Nigeriaans minister, wilde een ziekenhuis bouwen in Itigidi en zocht hiervoor een arts. Via de Hervormde Zending in Oegstgeest kwam dit verzoek bij Herman Middelkoop die toestemde. Cornelia Middelkoop-Koning nam – wederom onbezoldigd – niet-medische taken in dit ziekenhuis op zich. Zij zorgde er ook voor dat er, met financiële hulp uit Nederland, een kraamkliniek kwam.

### Biafra-oorlog

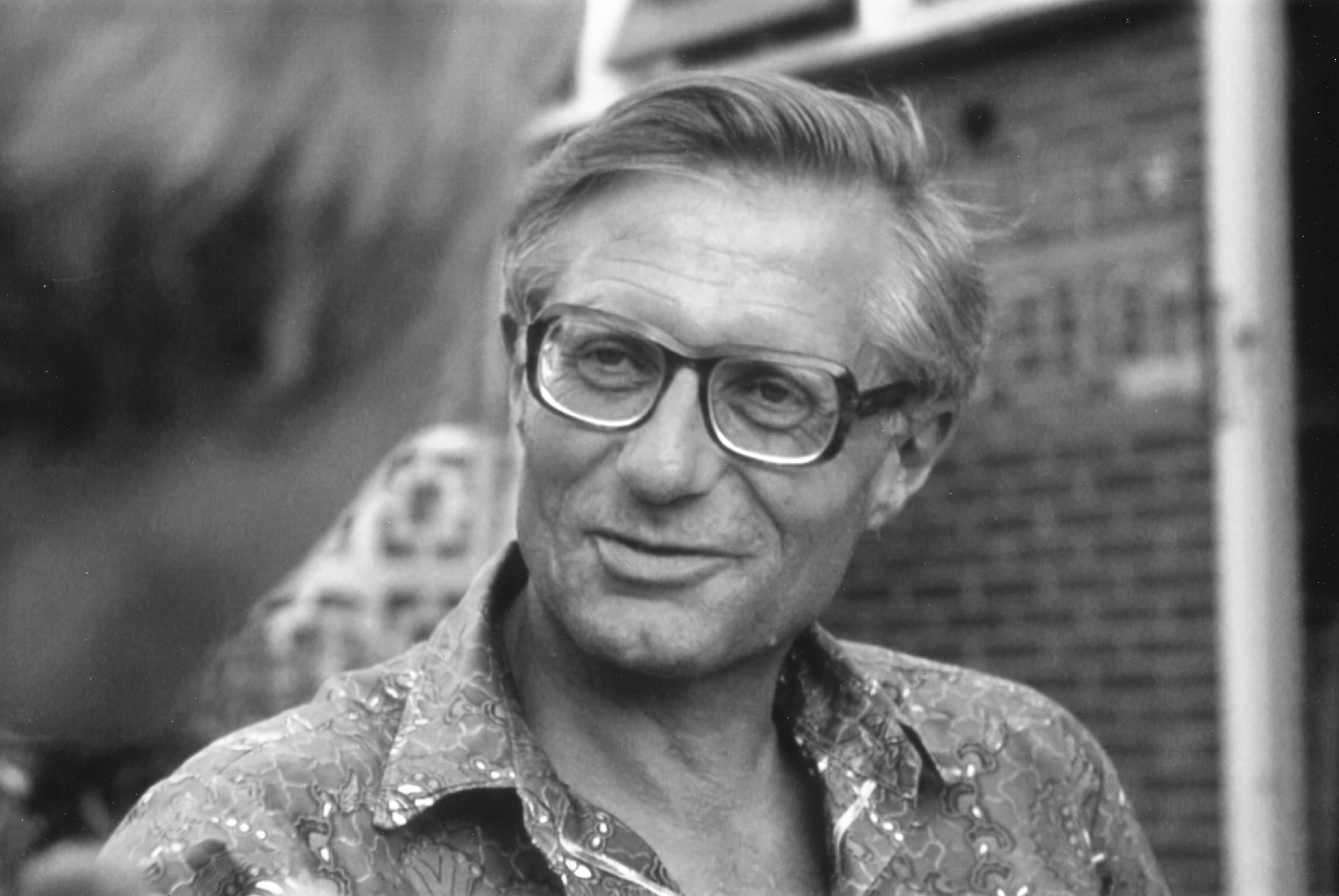
Herman Middelkoop

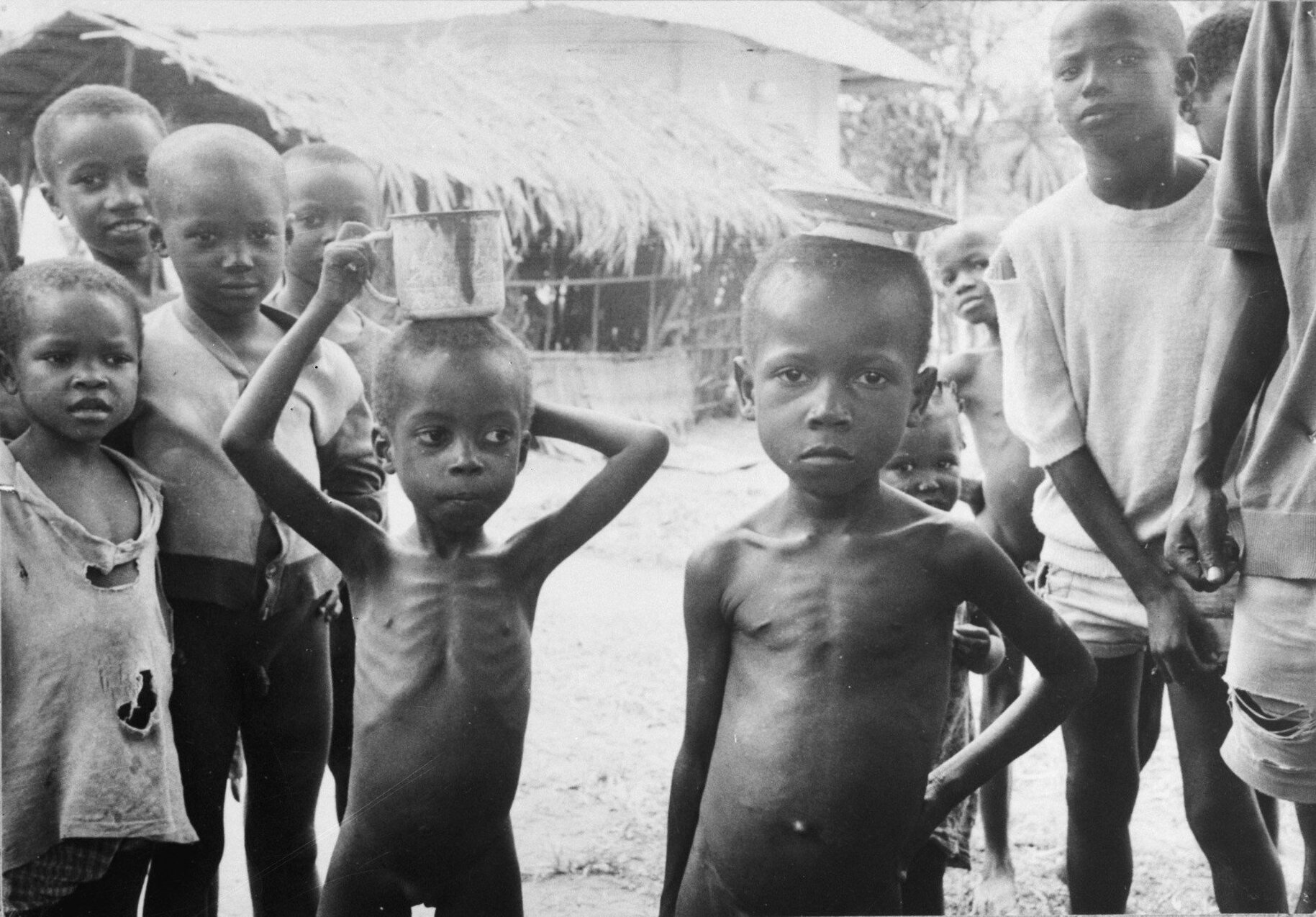
Ondervoede kinderen in Biafra, augustus 1968

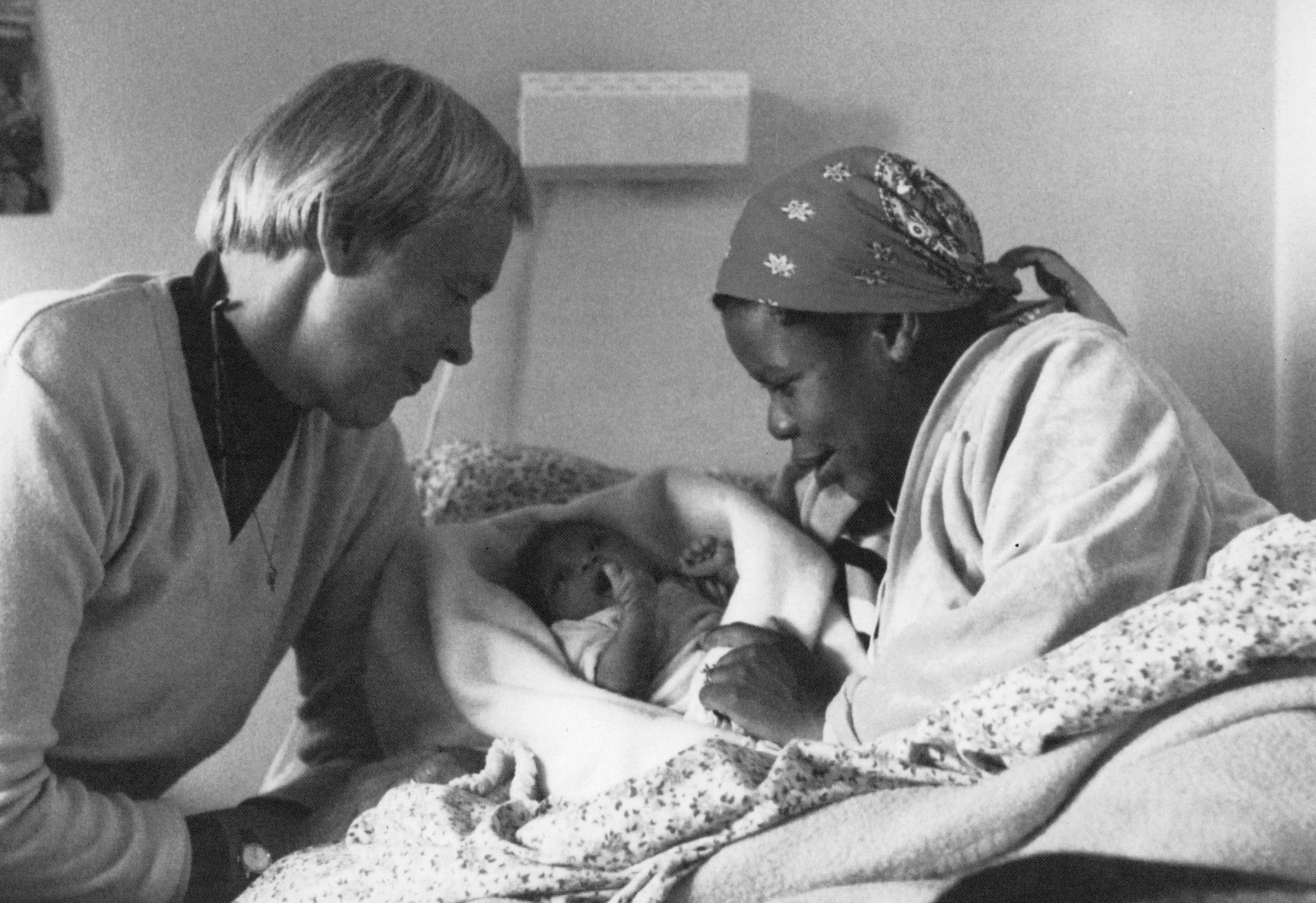
Cornelia Middelkoop bezoekt pasgeboren baby in Lesotho

In 1966 belandde de familie Middelkoop-Koning die inmiddels met twee kinderen was uitgebreid, in de Biafraoorlog. Ze werkten in Oost-Nigeria, waar de Republiek Biafra werd uitgeroepen en de meeste oorlogsslachtoffers zouden vallen. De proclamatie van deze staat volgde na ernstige conflicten met de regering van Nigeria, die zowel etnische, religieuze, politieke als sociaal-economische achtergronden hadden.  Het resulteerde in een bloedige burgeroorlog.
Na het uitbreken van de oorlog riepen de Nederlandse regering en het Nederlandse bedrijfsleven hun mensen terug. De medewerkers van de protestantse en katholieke zending en ontwikkelingsorganisaties besloten echter te blijven. Vanwege de toenemende hongersnood in het gebied vroegen de kerken in Biafra aan de zusterkerken in Europa en de VS om hulp te geven. Ze stuurden foto’s van de situatie in Biafra om hun hulpverzoek te ondersteunen.
Het ziekenhuis waar de familie Middelkoop-Koning was gestationeerd, werd al snel door bombardementen onbruikbaar en het gezin vluchtte naar een meer oostelijk gedeelte van het land, waar zij terecht kwamen in het Queen Elizabeth Hospital in Umuahia. Herman Middelkoop werd daar gevraagd het hulpverleningswerk aan de duizenden vluchtelingen te coördineren. Op dat moment was Biafra geheel van de buitenwereld afgegrendeld.
Toen in het voorjaar van 1968 de situatie ernstig verslechterde besloot het de echtpaar hun kinderen naar Nederland te brengen. Zij gaven tegelijk uitvoering aan de gedane belofte in hun thuisland te vertellen wat er in Biafra gaande was om zo de wereld wakker te schudden.

### Nederlandse hulpacties
In Nederland trof Middelkoop-Koning op een bijeenkomst met Biafraanse studenten programmamakers van de televisie actualiteitenrubriek Brandpunt die met haar een programma wilden maken over Biafra. Ook werd ze gevraagd te spreken voor een vergadering van secretarissen van de Hervormde Kerk. De toespraak, waarin ze een bevlogen opriep deed tot hulpverlening had effect. Herman Middelkoop werd naar Nederland geroepen en benoemd tot coördinator van een grote reddingsactie in Biafra. Intussen werd oud-burgemeester Van Walsum van Rotterdam voorzitter van de stichting Vluchtelingenhulp Biafra-conflict, die een geldinzameling zou organiseren door middel van een radio- en televisieavond. Deze inzameling bracht dertien miljoen gulden op. De Wereldraad van Kerken bracht de hiermee betaalde hulpgoederen naar het op dat moment nog steeds totaal afgegrendelde Biafra. In september 1968 keerde het echtpaar Middelkoop-Koning terug naar Biafra met in hun vliegtuig een grote hoeveelheid medicijnen en voedsel. Ze maakten gebruik van een van de landingsstrips waarop sinds kort hulpvliegtuigen konden landen. De oorlog bleef voortduren. Middelkoop-Koning zorgde er voor dat de wereld op de hoogte bleef van de gebeurtenissen en bleef middelen vergaren voor hulp in en om het Queen Elisabeth Hospital in Umuahia. Een kopie van een van haar rondzendbrieven aan collega's en vrienden werd in het Algemeen Handelsblad afgedrukt. Eind februari 1969 bracht ze een bezoek aan Paleis Het Loo om koningin Juliana en prinses Margriet te informeren.

## Vrouwen in de kerk

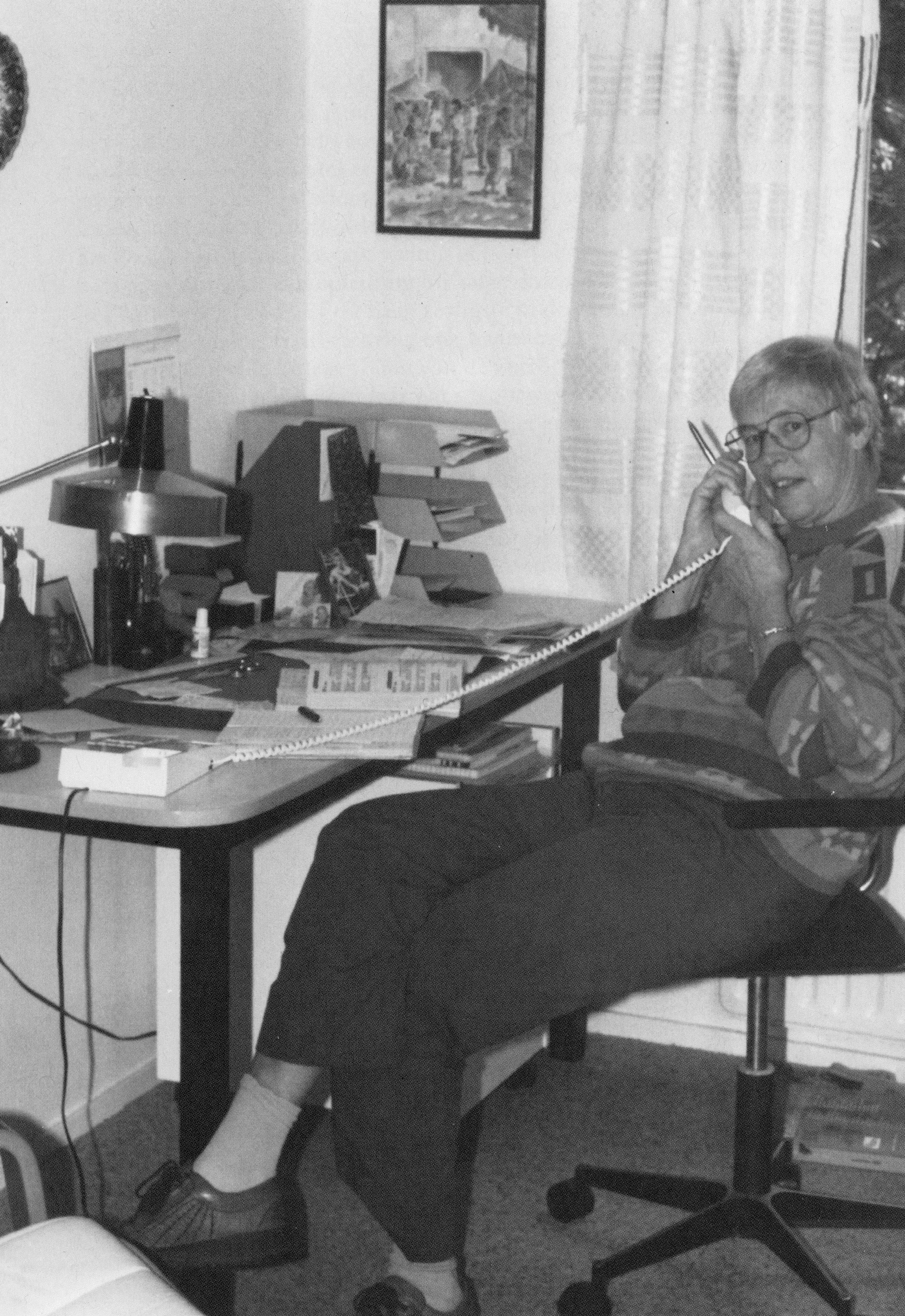
Cornelia Middelkoop in haar werkkamer

Na afloop van de oorlog in Biafra keerde het gezin Middelkoop-Koning in 1970 terug naar Nederland. Middelkoop-Koning kreeg een baan in het Diaconessenhuis in Leiden als maatschappelijk werker, haar man werd medisch adviseur van de Hervormde en Gereformeerde kerken in Nederland.
Middelkoop-Koning kreeg steeds meer interesse voor de positie van vrouwen en in het bijzonder feministische theologie. Ze startte met een aantal vrouwen onder de hoede van de werkgroep 'De Vrouw in Kerk en Samenleving' van de Nederlandse Raad van Kerken, onderzoek naar ervaringen van vrouwen in de kerk. In 1982 leverde dit de brochure 'Vrouwen spreken zich uit over huwelijk, relaties en pastoraat. Een blikopener' op.
Ook gedurende een zesjarige uitzending naar Lesotho vanaf 1982 werkte ze naar eigen zeggen veel voor en met vrouwen.
Eenmaal terug in Nederland sloot Middelkoop-Koning zich aan bij een groep vrouwen die onder het motto 'Overleven door vriendinnen' een onderzoek organiseerde naar de positie van oudere vrouwen en naar de manieren waarop deze ouder zouden willen worden. Dit onderzoek werd geleid door sociaal gerontologe Monique Rooijmans en gefinancierd door de Stichting Landelijk Gereformeerde Raad voor Samenlevingsaangelegenheden. Het resultaat verscheen in 1999 in boekvorm.

## Nalatenschap
Middelkoop-Koning heeft er voor gezorgd dat de brieven van haar schoonouders gebundeld in het archief van de zendingsorganisatie zijn opgenomen. Ook schreef ze haar levensverhaal, ‘De wereld ons thuis’.